# L'uomo dei cerchi azzurri
L'uomo dei cerchi azzurri (titolo in lingua originale L'Homme aux cercles bleus) è un romanzo poliziesco del 1991 della scrittrice francese Fred Vargas.
Il romanzo è il primo della saga di Jean-Baptiste Adamsberg ed è stato pubblicato in Francia nel 1991, presso l'editore Hermé. Viene tradotto e pubblicato in Italia da Einaudi solo nel 2007 quando scoppia il caso Vargas in seguito all'uscita di Sotto i venti di Nettuno, L'uomo a rovescio e Nei boschi eterni.
È in quest'opera che compaiono per la prima volta personaggi come il commissario Adamsberg e Adrien Danglard, riflessivo vice di Adamsberg con la passione per l'alcool in generale e il vino bianco in particolare.

## Trama
A Parigi si fa un gran parlare di un buontempone filosofo che ogni notte disegna per terra dei cerchi col gesso azzurro. All'interno del cerchio c'è sempre un oggetto dimenticato, un tappo di birra, una chiazza di vomito, un cono gelato e la frase "Victor, malasorte, il domani è alle porte". Si appassionano al caso illustri psichiatri e giornalisti nonché un'eccentrica oceanografa che ama pedinare le persone per studiarle come fa con i pesci. Intanto il commissario Jean-Baptiste Adamsberg è stato appena trasferito al commissariato del V arrondissement di Parigi dopo aver risolto sorprendentemente un numero impressionante di casi ed è apparentemente l'unico a prendere sul serio la faccenda dell'uomo dei cerchi azzurri. Quando all'interno di uno dei cerchi viene scoperta una donna sgozzata i suoi sospetti cominciano a farsi concreti.

## Edizioni
- Fred Vargas, L'uomo dei cerchi azzurri, traduzione di Yasmina Mélaouah, collana Stile libero Big, Einaudi, 2007,  p. 240, ISBN 978-88-06-18231-1.

Il romanzo è uno dei tre raccolti in:
- Fred Vargas, La trilogia Adamsberg, traduzione di Yasmina Mélaouah, SuperET, Einaudi, 2015,  p. 913, ISBN 978-88-06-22856-9.